# Elof Westergaard

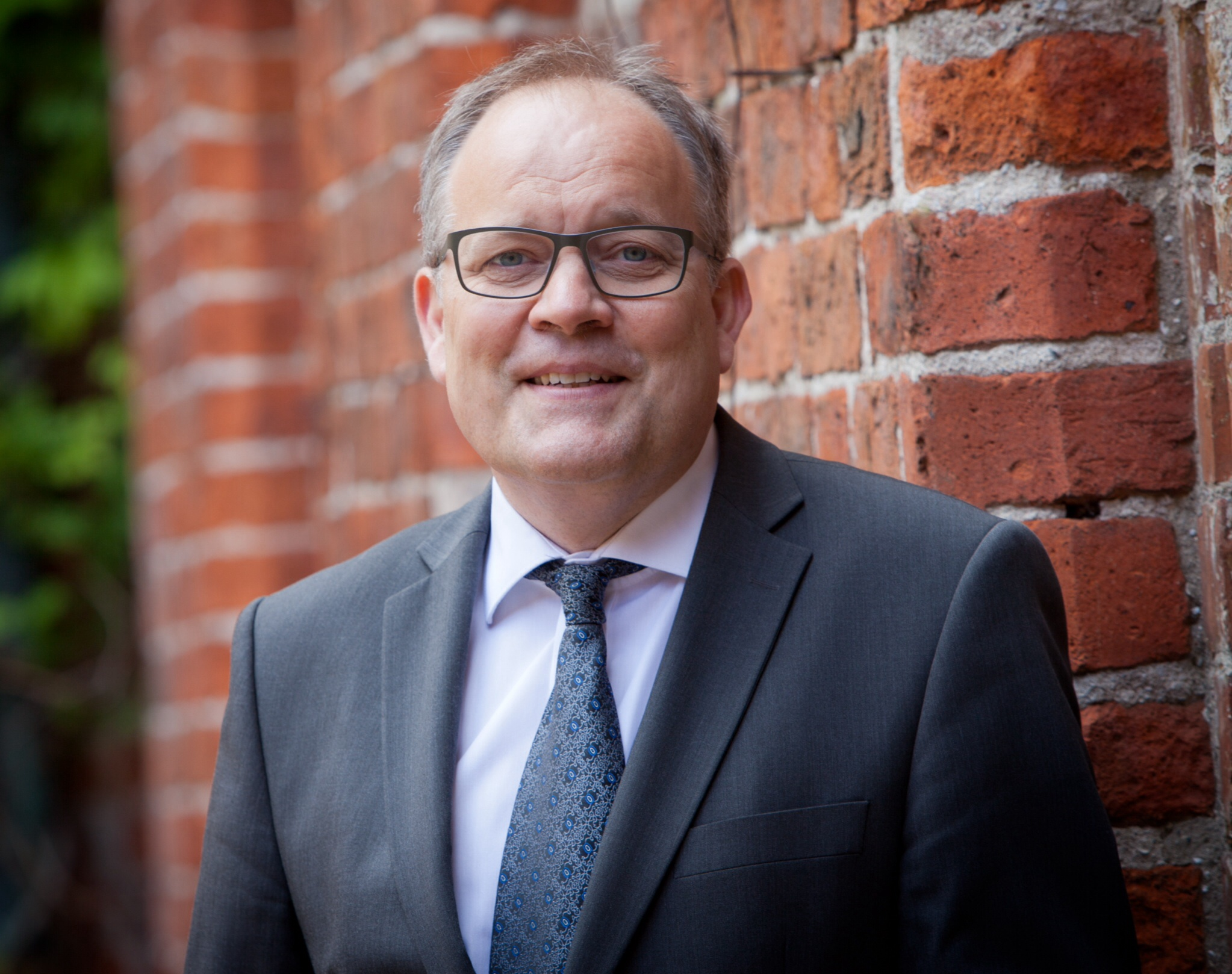
Elof Westergaard, 2014
Foto: Gitte Volsmann, Ribe Stift

Elof Westergaard (* 31. März 1962 in Lemvig, Nordwest-Jütland) ist ein dänischer lutherischer Geistlicher. Seit 2014 amtiert er als Bischof im Bistum Ribe der Dänischen Volkskirche.

## Leben
Westergaard, ein Sohn des Bildhauers Ejgil Westergaard, studierte nach dem Abitur am Gymnasium von Struer im Jahr 1981 Theologie an der Universität Aarhus und legte 1992 das theologische Kandidatenexamen ab. Danach war er als Pfarrer in Husby Sogn und Sønder Nissum Sogn im Bistum Ribe tätig. Von 2005 bis 2014 war er Pfarrer in Mariehøj Sogn, ab 2009 zusätzlich Propst in der Silkeborg Provsti im Bistum Aarhus. Daneben war er Beauftragter für Friedhofskultur in der Dänischen Volkskirche. Im April 2014 wurde er schon in der ersten Wahlrunde gegen drei Gegenkandidaten zum Bischof des Bistums Ribe gewählt. Am 1. Juni trat er sein Amt an.
Westergaard ist mit der Pädagogin Kirsten Andersen verheiratet; das Paar hat drei Kinder.

## Veröffentlichungen (Auswahl)
- Opstandelsens billeder. Anis, Frederiksberg 2005.
- Min byzantinske notesbog. Betragtninger. Gladiator, Kopenhagen 2017.
- Sørgesange fra Ribe. Danske Bibelselskab, Kopenhagen 2020.
- Memento Vitae. Betragtninger om død og liv.Eksistensen, 2022.